# Медаль «Честь. Слава. Держава»
Медаль «Честь. Слава. Держава» — нагорода Київської міської ради для нагородження учасників антитерористичної операції за мужність, патріотизм, високу громадянську позицію, героїзм, бойові заслуги у захисті незалежності, суверенітету та територіальної цілісності України.

## Історія нагороди
1 червня 2000 року засновано цю нагороду Рішенням Київської міської ради від 1 червня 2000 року № 141/862.

## Підстави для нагородження
Відповідно до положення про медаль «Честь. Слава. Держава», медаль присвоюється за значний внесок у:
- за мужність, патріотизм, високу громадянську позицію, героїзм, бойові заслуги у захисті незалежності, суверенітету та територіальної цілісності України.

## Особливості
Особам, нагородженим медаллю «Честь. Слава. Держава» вручається власне медаль та відповідне посвідчення.
Медаль «Честь. Слава. Держава» та посвідчення вручаються Київським міським головою, або за його дорученням заступником міського голови — секретарем Київради, першим заступником та заступниками голови Київської міської державної адміністрації, керівником апарату виконавчого органу Київської міської ради (Київської міської державної адміністрації).

## Опис медалі «Честь. Слава. Держава»
Медаль «Честь. Слава. Держава» виготовляється з металу срібного кольору і має форму хреста розміром 32 х 32 мм.
На лицьовому боці медалі розміщене стилізоване зображення Архангела Михаїла в обрамленні дубового вінця на срібному козацькому хресті.
Козацький хрест з променів сонця накладений на пурпуровий Андріївський хрест з перехрещеними срібними козацькими шаблями, які кінцями направлені до низу.
На зворотному боці медалі у центрі — напис найменування медалі.
Всі зображення і написи рельєфні.
За допомогою кільця з вушком медаль з'єднується з прямокутною колодкою, обтягнутою шовковою муаровою стрічкою білого кольору, з кожного боку з поздовжніми смужками:
- з правого боку — сірого, пурпурового та сірого кольорів;
- з лівого боку — синьо-жовтого, сірого, пурпурового та сірого кольорів.

У нижній частині колодки — тонка металева фігурна дужка із заокругленим виступом та отвором посередині.
На зворотному боці колодки — застібка для прикріплення медалі до одягу.
Ширина стрічки — 28 мм, ширина смужок: сірого кольору — по 1 мм кожна, пурпурового кольору — по 5 мм кожна, сірого — по 3 мм кожна.
Розмір прямокутної колодки до медалі: висота — 42 мм, ширина — 28 мм. Розмір фігурної дужки до колодки: висота — 2 мм, ширина — 30 мм, висота заокругленого виступу — 2 мм.
Планка медалі являє собою прямокутну металеву пластинку, обтягнуту стрічкою, як на колодці медалі. Розмір планки: висота — 12 мм, ширина — 28 мм.
Символіка кольорів:
- срібло — символ чистоти, мудрості, миру;
- пурпуровий — символ гідності, сили й могутності.